# Újgyarmat
Újgyarmat (szlovákul Nová Lehota, németül Neuhau) Nyitrabánya településrésze Szlovákiában, a Trencséni kerületben, a Privigyei járásban.

## Fekvése
Nyitrabánya központjától 6 km-re délnyugatra fekszik.

## Története
1487-ben említik először. Német település, birtokosa a besztercebányai püspökség volt.
A 18. század végén Vályi András így ír róla: „Új Lehota. Tót falu Bars Várm. földes Ura a’ Besztercze Bányai Püspökség, lakosai katolikusok, fekszik Kereszthez 2 mértföldnyire, fája mind a’ két féle van, legelője elég, réttyei jók, határja hegyes.”
Fényes Elek 1851-ben kiadott geográfiai szótárában így ír a faluról: „Lehota (Uj), német f., Bars vármegyében, 761 kath. lak. Kath. paroch. templom. Sovány köves határ. F. u a beszterczei püspök. Ut. p. Körmöcz.”
Borovszky Samu monográfiasorozatának Bars vármegyét tárgyaló része szerint: „Újgyarmat, Nyitra vármegye határán fekvő német kisközség, 1697 róm. kath. vallású lakossal. Német telepítvény, melynek Neuhai volt a neve. Estei Hippolit esztergomi érsek már 1487-ben említi és ekkor már az érsekség birtoka volt. Később Nova-Lehota, majd Új-Lehota néven találjuk. Az érsekségi birtokok közül kiszakíttatván, a beszterczebányai püspökök lettek az urai. A határában levő Wüstling nevű hegyen hajdan község állott, melynek néhol szántás közben romjaira is akadnak, sőt a templom régi harangját is megtalálták. A mult század vége felé itt üveggyár is volt, azonban üzemét beszüntette. 1884-ben az egész község, a templommal együtt leégett, de ismét felépült; a privigyei templomtól kapott egy oltárt, mely 1582-ből való. A község határában fűrészmalom van. Postája Jánosgyarmat, távirója és vasúti állomása Garamszentkereszt.”
A trianoni diktátumig Bars vármegye Garamszentkereszti járásához tartozott.
A második világháború után német lakosságát erőszakkal kitelepítették és a helyükre magyarországi szlovákok jöttek. 1976-ban Nyitrabányához csatolták.

## Népessége
1880-ban 1362 lakosából 986 német, 329 szlovák, 3 más anyanyelvű és 44 csecsemő volt.
1910-ben 1286-an lakták, ebből 1250 német, 26 szlovák, 5 ruszin, 3 magyar és 2 más nemzetiségű.

## Nevezetességei
- Szent Miklós püspök tiszteletére szentelt római katolikus temploma 1785-ben épült barokk-klasszicista stílusban, a 15. századi késő gótikus templom alapjain.
- Szent Vendel tiszteletére szentelt római katolikus kápolnája 1847-ben épült klasszicista stílusban.

## Külső hivatkozások
- Nyitrabánya Szlovákia térképén

## Lásd még
- Nyitrabánya
- Morovnó